# Comuna de Krzywda
Krzywda (polaco: Gmina Krzywda) é uma gminy (comuna) na Polónia, na voivodia de Lublin e no condado de Łukowski. A sede do condado é a cidade de Krzywda.
De acordo com os censos de 2004, a comuna tem 10 437 habitantes, com uma densidade 64,8 hab/km².

## Área
Estende-se por uma área de 161,05 km², incluindo:
- área agricola: 72%
- área florestal: 21%

## Demografia
Dados de 30 de Junho 2004:
|                      | Total   | Total | Mulheres | Mulheres | Homens  | Homens |
| -------------------- | ------- | ----- | -------- | -------- | ------- | ------ |
|                      | pessoas | %     | pessoas  | %        | pessoas | %      |
| População            | 10 437  | 100   | 5164     | 49,5     | 5273    | 50,5   |
| Densidade (pop./km²) | 64,8    | 100   | 32,1     | 32,1     | 32,7    | 32,7   |

De acordo com dados de 2002, o rendimento médio per capita ascendia a 1361,98 zł.

## Comunas vizinhas
- Adamów, Kłoczew, Nowodwór, Stanin, Wojcieszków, Wola Mysłowska